# Rainer Mertens

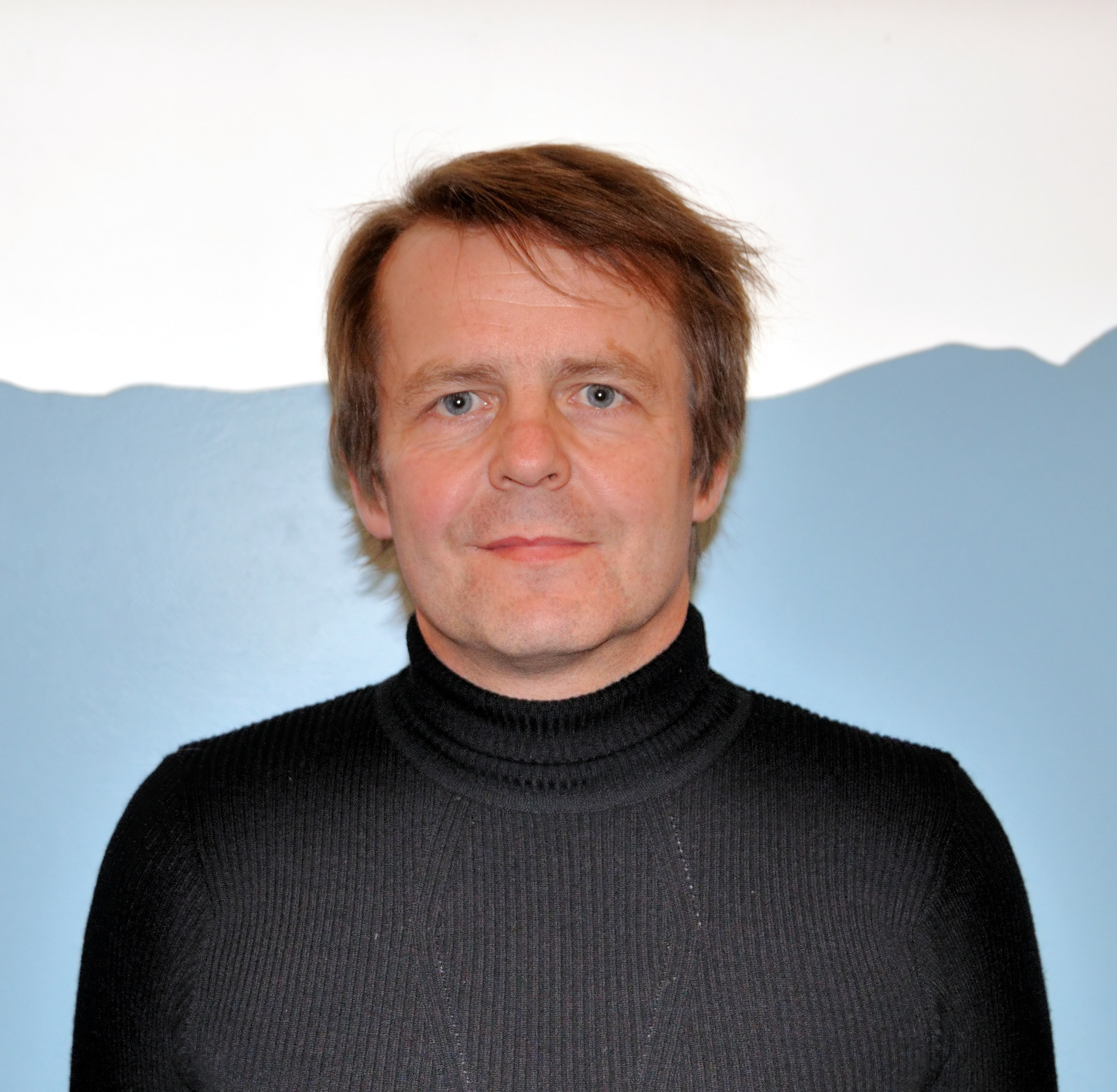
Rainer Mertens, 2011

Rainer Mertens (* 5. Mai 1961 in Nürnberg) ist ein deutscher Historiker sowie verantwortlicher Leiter der Sammlungen und Ausstellungen der Deutschen Bahn.

## Leben

### Beruflicher Werdegang
Mertens studierte in den 1980er Jahren Geologie, Neuere Geschichte, Politologie und Volkswirtschaft an der Friedrich-Alexander-Universität Erlangen-Nürnberg. Sein Studium schloss er 1987 mit dem Grad eines Magister Artium ab. Von 1990 bis 1997 arbeitete Mertens als Wissenschaftlicher Mitarbeiter bei Geschichte Für Alle – Institut für Regionalgeschichte in Nürnberg und wirkte bei vielen Publikationen und Ausstellungen zur Nürnberger Regionalgeschichte mit und führte eigene historische Forschungen durch. 1996 promovierte er unter Rudolf Endres mit seiner Arbeit über Johannes Scharrer. 1994 war er Mitgründer des Sandberg-Verlages in Nürnberg und bis 2000 auch Gesellschafter.
Seit April 1997 arbeitet Mertens als Leiter der Abteilung Ausstellungen und Sammlungen im DB Museum Nürnberg. Als Kurator und Projektleiter organisierte er in dieser Zeit über ein dutzend Ausstellungen zur Geschichte der Deutschen Bahn und ihrer Vorgänger. 2005 schrieb er das Drehbuch für den Kurzfilm Unterwegs mit dem Adler, der in der Dauerausstellung des Museums die Entstehung der deutschen Eisenbahn skizziert.

### Privates
Mertens ist Keyboarder und gehört zu den Gründungsmitgliedern der Rockband Shiny Gnomes, die 1988 bis 1991 bei PolyGram unter Vertrag standen, internationale Auftritte absolvierten und zahlreiche Tonträger veröffentlichten. Er ist verheiratet und hat zwei Kinder.

## Würdigungen
Mertens ist für sein kulturelles Engagement 1987 als Gründer und Mitglied der Band Shiny Gnomes und 1994 als Gründer und hauptamtlicher Mitarbeiter für Geschichte für alle mit dem Kulturförderpreis der Stadt Nürnberg ausgezeichnet worden.

## Publikationen (Auswahl)
als Autor
- Nürnberg, die Entdeckung Amerikas und die Folgen, Ein kolonialer Stadtrundgang, Sandberg Verlag, Nürnberg 1992.
- Johannes Scharrer. Profil eines Reformers in Nürnberg zwischen Aufklärung und Romantik. Nürnberger Werkstücke zur Stadt- und Landesgeschichte Bd. 57. Korn und Berg, Nürnberg 1996, ISBN 3-87432-134-7.
- Deutsche Bahn (Hrsg.): Die direkte Bahn München – Nürnberg ist das erste Bedürfnis, München 2002.
- DB Station & Service AG (Hrsg.): 160 Jahre Hauptbahnhof München. Eine Reise durch die Zeit, Berlin 2009.

als Mitautor
- Michael Diefenbacher, Rudolf Endres (Hrsg.): Stadtlexikon Nürnberg. 2., verbesserte Auflage. W. Tümmels Verlag, Nürnberg 2000, ISBN 3-921590-69-8, S. 335 (Gesamtausgabe online).
- Jenseits des Weißen Turms. Geschichte und Geschichten aus dem Jakober Viertel, Sandberg-Verlag, Nürnberg 1997.
- Was ist was (Jugendbuchreihe) Band 54: Die Eisenbahn, Tessloff-Verlag, Nürnberg 2001, ISBN 978-3788602949.
- DB Museum (Hrsg.): Auf getrennten Gleisen. Reichsbahn und Bundesbahn 1945–1989 (Band 3), Nürnberg 2001, ISBN 978-3980765213.
- DB Museum (Hrsg.): Im Dienst von Demokratie und Diktatur. Die Reichsbahn 1920–1945 (Band 2), Nürnberg 2002, ISBN 978-3980765220.
- DB Museum (Hrsg.): Ein Jahrhundert unter Dampf. Die Eisenbahn in Deutschland 1835–1919. (Band 1), Nürnberg 2005, ISBN 978-3980765237.
- DB Museum (Hrsg.): Go easy Go Bahn. 200 Jahre Eisenbahn und Werbung, Begleitband zur gleichnamigen Ausstellung im DB Museum, Nürnberg 2008, ISBN 978-3980765299.